# معركة رأس الشمال
معركة رأس الشمال (بالإنجليزية: Battle of North Cape) هي معركة بحرية جرت في 26 ديسمبر 1943 إبان الحرب العالمية الثانية قبالة رأس الشمال (نوركاب)، في الطرف الشمالي من الساحل النرويجي على المحيط المتجمد الشمالي، وشهدت تدمير الطراد الحربي الألماني «شارنهورست». شاركت في المعركة العديد من المدمرات البريطانية، والمدمرة ستورد (HNoMS) من البحرية الملكية النرويجية، الذين ساهموا في المقاومة ضد الاحتلال النازي وحكومة فيدكون كويزلينج النرويجية المتعاونة معه.
كانت هذه المعركة هي الأخيرة بين السفن الرئيسية الكبيرة في الحرب بين بريطانيا وألمانيا. أكد الانتصار البريطاني الميزة الاستراتيجية الخاصة بالبريطانيين، على الأقل في الوحدات السطحية. كان أيضًا الاشتباك الحربي قبل الأخير بين البوارج الحربية، قبل معركة مضيق سوريجاو في أكتوبر 1944.

## نظرة عامة
منذ أغسطس 1941، قام الحلفاء الغربيون بإرسال قوافل من المملكة المتحدة وأيسلندا إلى الموانئ الشمالية للاتحاد السوفيتي لتوفير الإمدادات الأساسية لدعم جهود الجبهة الشرقية الحربية. تحملت هذه القوافل الكثير من المشقة، إذ كثيرًا ما هوجمت من قِبل القوات البحرية والجوية الألمانية المتمركزة في النرويج المحتلة. كان مصدر القلق الرئيسي هو بوارج كريغسمارينه الألمانية مثل تيربيتز وشارنهورست. كان تهديد وجود هذه السفن كافيًا للتسبب بعواقب وخيمة على القوافل، مثل قافلة بّي كيو 17 التي شُتِت وأغرِقت أغلب سفنها من قبل القوات الألمانية بعد تقارير كاذبة أفادت بأن بارجة تيربيتز ستقوم باعتراضها. لدرء خطر السفن الرئيسية الألمانية في القطب الشمالي ولمرافقة القوافل لحمايتها من الخطر، كان على البحرية الملكية أن تنفق الكثير من الموارد.
كانت عملية أوستفرونت محاولةً لبوارج كريغسمارينه الألمانية لاعتراض قوافل القطب الشمالي. في أواخر ديسمبر 1943، كانت قافلة جاي دبليو 55 بي متجهةً إلى روسيا وقد شملت 19 سفينة شحن تحت قيادة العميد البحري المتقاعد الأدميرال ميتلاند باوتشر، ويرافقها مدمرتان، إتش إم سي إس هورون وإتش إم سي إس هايدا، وثماني مدمرات من أسطول هووم فلييت بقيادة مدمرة إتش إم إس أونسلو. بالإضافة إلى ذلك، كانت قافلة آر إيه 55 إيه قريبةً، إذ كانت في طريق العودة إلى المملكة المتحدة من روسيا، وتألفت من 22 سفينة شحن، مصحوبةً بمدمرتين وأربع سفن أخرى، وست مدمرات من أسطول هووم فلييت بقيادة مدمرة إتش إم إس ميلن. وصلت القافلة بأمان إلى مدينة مورمانسك الروسية مع سفنها المرافقة العادية ومع حماية إضافية من قبل أسطول فورس 1، بقيادة نائب الأدميرال روبرت بورنيت، الذي تألف من سفينة إتش إم إس بلفاست الرائدة، وإتش إم إس نورفولك وشيفيلد.
كان مرافقة القوافل المتجهة إلى روسيا مسؤولية أسطول هووم فلييت وقائده الأدميرال السير بروس فريزر. أراد فريزر تدمير بارجة شارنهورست، التي مثلت تهديدًا كبيرًا للقوافل، وخطط لمواجهتها في عيد الميلاد عام 1943 حين ستُستخدم قافلة جاي دبليو 55 بي لجذب سفن العدو. توقع فريزر وأمل أن تحاول بارجة شارنهورست مهاجمة القافلة. في اجتماع شمل قباطنة قواته، وصف فريزر خطته لاعتراض بارجة شارنهورست في موقع بين القافلة وقاعدة العدو النرويجية. سيقترب بعد ذلك من العدو من على بعد 12000 ياردة (11000 متر) تقريبًا خلال ليل القطب الشمالي، ليضيء بارجة شارنهورست باستخدام قذيفة نجمية، ويطلق النار عليها باستخدام الرادار.

## المعركة
تلقى فريزر معلومات من الأدميرالية في الساعات الأولى من يوم 26 ديسمبر تؤكد أن شارنهورست كانت تبحر باحثةً عن قافلة جاي دبليو 55 بي. نتيجة الطقس العاصف، أُوقفت جميع طائرات لوفتفافه الاستطلاعية. بسبب عدم القدرة على البحث عن السفن البريطانية من الجو بالإضافة إلى الأمواج الشديدة التي أعاقت حركة سفنه، لم يتمكن الأدميرال الخلفي باي من تحديد موقع القافلة. على الرغم من اكتشاف القافلة والإبلاغ عن موقعها من قِبل غواصة يو بوت ألمانية، لم يتمكن باي من الاقتراب من السفن البريطانية. اعتقد باي أنه تجاوز العدو، ما دفعه لإرسال مدمراته جنوبًا لزيادة مساحة البحث. فقدت المدمرات لاحقًا السفينة الرائدة. قام الأدميرال فريزر، أثناء تحضيره للهجوم، بتحويل قافلة آر إيه 55 إيه الفارغة العائدة شمالًا، خارج المنطقة التي توقع الألمان وجود القافلة فيها، وأمر قافلة جاي دبليو 55 بي بعكس مسارها للسماح له بالاقتراب. وأمر فيما بعد أربع مدمرات مرافقة لقافلة آر إيه 55 إيه؛ ماتشليس وماسكيتير وأبورتون وفيراجو بالانضمام إليه.
واجهت بارجة شارنهورست غير المصحوبة أسطول فورس 1 الخاص بالأدميرال بورنيت بعد الساعة 09:00 بوقت قصير. كانت بلفاست أول سفينة ترصد شارنهورست باستخدام الرادار، ما دفع الطرادات البريطانية للاقتراب بسرعة. من على بعد 13000 ياردة (12000 متر) تقريبًا، أطلقت الطرادات البريطانية النار واستجابت شارنهورست. لم تتعرض السفن البريطانية لأي إصابة، لكن البارجة الألمانية أُصيبت مرتين، إذ دمرت إحدى القذائف أجهزة التحكم في رادار زيتاكت الأمامي ما ترك بارجة شارنهورست عمياء تقريبًا وسط عاصفة ثلجية متصاعدة. بدون الرادار، أُجبر المدفعيون الألمان على توجيه مدافعهم باتجاه ومضات مدافع العدو. لكن هذا الأمر كان صعبًا بسبب استخدام طراداتين بريطانيتين لمدافع لا تصدر وميضًا، ما جعل نورفولك هدفًا أسهل نسبيًا. اعتقد باي أنه اشتبك مع بارجة، ما دفعه للاستدارة جنوبًا هروبًا من السفن التي تطارده وربما إبعادهم عن القافلة.
نتيجة سرعة شارنهورست المتفوقة، تمكن باي من الهروب، ثم استدار بعد ذلك إلى الشمال الشرقي في محاولة للدوران حولهم ومهاجمة القافلة غير المحمية. بدلًا من مطاردة البارجة في ظروف البحر التي لم تسمح لطراداته بتجاوز سرعة 24 عقدة (28 ميلًا في الساعة؛ 44 كيلومتر/ساعة)، تنبأ بورنيت بخطة باي وأمر أسطول فورس 1 بحماية القافلة. شك بورنيت بقراره لأنه سيؤدي إلى فقدان بارجة شارنهورست، وانتقد بعض الضباط البريطانيين الآخرين القرار لكن فريزر دعمه. بعد الظهر بوقت قصير، رُصدت بارجة شارنهورست مرة أخرى بواسطة الرادات أثناء محاولتها الاقتراب من القافلة. بدأ تبادل إطلاق النار مرة أخرى، أصابت شارنهورست طرادة نورفولك بقذائف من عيار 11 بوصة، ما أدى إلى تعطيل أحد أبراجها والرادار الخاص بها. لم تتمكن مدمرات بورنيت من الاقتراب بدرجة كافية من شارنهورست لضربها باستخدام الطوربيدات. بعد تبادل الإطلاق هذا، قرر باي العودة إلى الميناء، لكنه أمر مدمراته بمهاجمة القافلة في موقع حددته غواصة يو بوت في وقت سابق من الصباح. لم يعد هذا الموقع صالحًا للهجوم، وبالتالي فوتت المدمرات الألمانية القافلة.